# Mikrogeophagus altispinosus

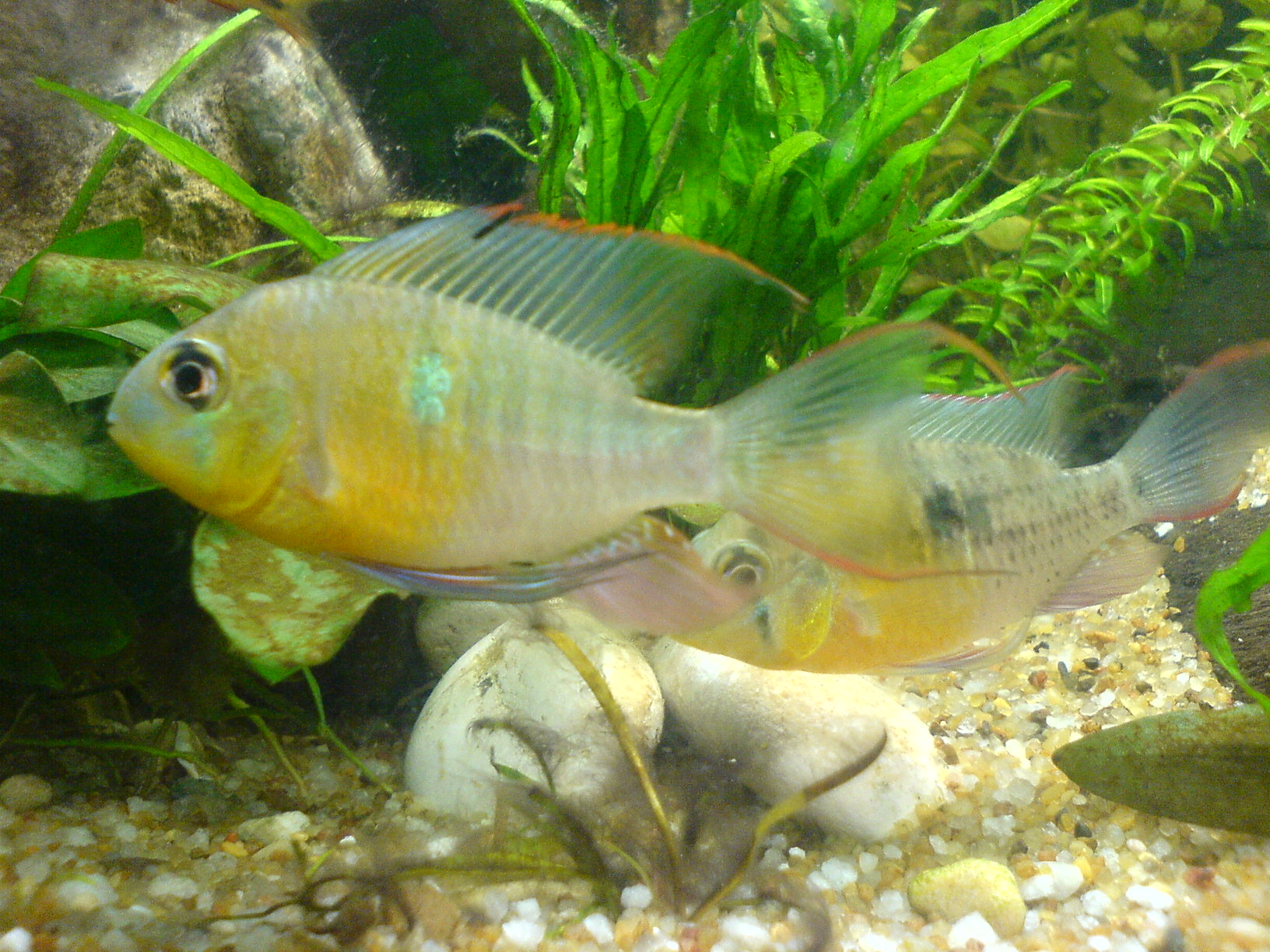
Dos exemplars en un aquari

Mikrogeophagus altispinosus és una espècie de peix de la família dels cíclids i de l'ordre dels perciformes que es troba a Sud-amèrica a la conca del riu Amazones (riu Guaporé al Brasil i Bolívia, i riu Mamoré a Bolívia).
És una espècie de clima tropical entre 22 °C-26 °C de temperatura. Els adults poden assolir 5,6 cm de longitud total.